# Ginai
Ginai est une commune française, située dans le département de l'Orne en région Normandie, peuplée de 72 habitants.

## Géographie
| Exmes      | Courménil     | Croisilles                     |
| Exmes      | Ginai         | Saint-Germain-de-Clairefeuille |
| La Cochère | Nonant-le-Pin | Saint-Germain-de-Clairefeuille |

### Hydrographie
La commune est située dans le bassin Seine-Normandie. Elle est drainée par l'Ure, le fossé 01 du Pied Mouillé et le fossé 02 de la commune de Ginai,,.
L'Ure, d'une longueur de 30 km, prend sa source dans la commune de Ménil-Froger et se jette  dans l'Orne à Argentan, après avoir traversé neuf communes. 

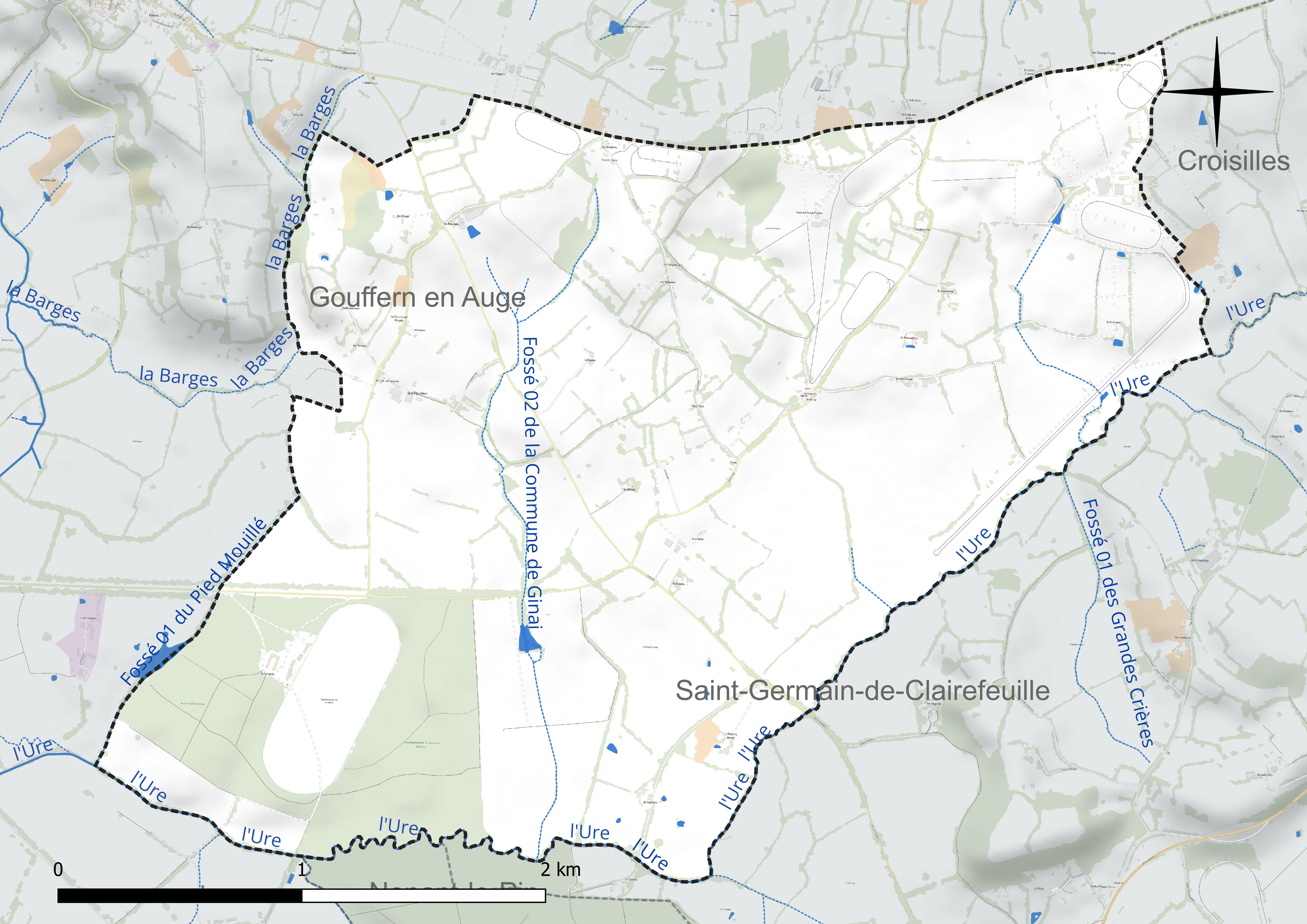
Réseau hydrographique de Ginai.

### Climat
Pour des articles plus généraux, voir Climat de la Normandie et Climat de l'Orne.
En 2010, le climat de la commune est de type climat océanique dégradé des plaines du Centre et du Nord, selon une étude du CNRS s'appuyant sur une série de données couvrant la période 1971-2000. En 2020, Météo-France publie une typologie des climats de la France métropolitaine dans laquelle la commune est dans une zone de transition entre le climat océanique et le climat océanique altéré et est dans la région climatique Normandie (Cotentin, Orne), caractérisée par une pluviométrie relativement élevée (850 mm/a) et un été frais (15,5 °C) et venté. Parallèlement le GIEC normand, un groupe régional d’experts sur le climat, différencie quant à lui, dans une étude de 2020, trois grands types de climats pour la région Normandie, nuancés à une échelle plus fine par les facteurs géographiques locaux. La commune est, selon ce zonage, exposée à un « climat des plateaux abrités », se caractérisant par une pluviométrie et des contraintes thermiques modérées mais aussi, par effet de continentalité, des températures plus contrastées qu'au nord dans la plaine de Caen, avec communément 10 à 15 jours par an de plus de froid en hiver et de chaleur en été.
Pour la période 1971-2000, la température annuelle moyenne est de 10,2 °C, avec une amplitude thermique annuelle de 13,9 °C. Le cumul annuel moyen de précipitations est de 781 mm, avec 12,7 jours de précipitations en janvier et 7,9 jours en juillet. Pour la période 1991-2020, la température moyenne annuelle observée sur la station météorologique la plus proche, située sur la commune du Pin-au-Haras à 6 km à vol d'oiseau, est de 0,0 °C et le cumul annuel moyen de précipitations est de 0,0 mm,. Pour l'avenir, les paramètres climatiques de la commune estimés pour 2050 selon différents scénarios d’émission de gaz à effet de serre sont consultables sur un site dédié publié par Météo-France en novembre 2022.

## Urbanisme

### Typologie
Au 1er janvier 2024, Ginai est catégorisée commune rurale à habitat très dispersé, selon la nouvelle grille communale de densité à sept niveaux définie par l'Insee en 2022.
Elle est située hors unité urbaine et hors attraction des villes,.

### Occupation des sols
L'occupation des sols de la commune, telle qu'elle ressort de la base de données européenne d’occupation biophysique des sols Corine Land Cover (CLC), est marquée par l'importance des territoires agricoles (84,2 % en 2018), en diminution par rapport à 1990 (87,1 %). La répartition détaillée en 2018 est la suivante : 
prairies (55,9 %), terres arables (28,3 %), forêts (10,2 %), espaces verts artificialisés, non agricoles (5,6 %). L'évolution de l’occupation des sols de la commune et de ses infrastructures peut être observée sur les différentes représentations cartographiques du territoire : la carte de Cassini (XVIIIe siècle), la carte d'état-major (1820-1866) et les cartes ou photos aériennes de l'IGN pour la période actuelle (1950 à aujourd'hui).

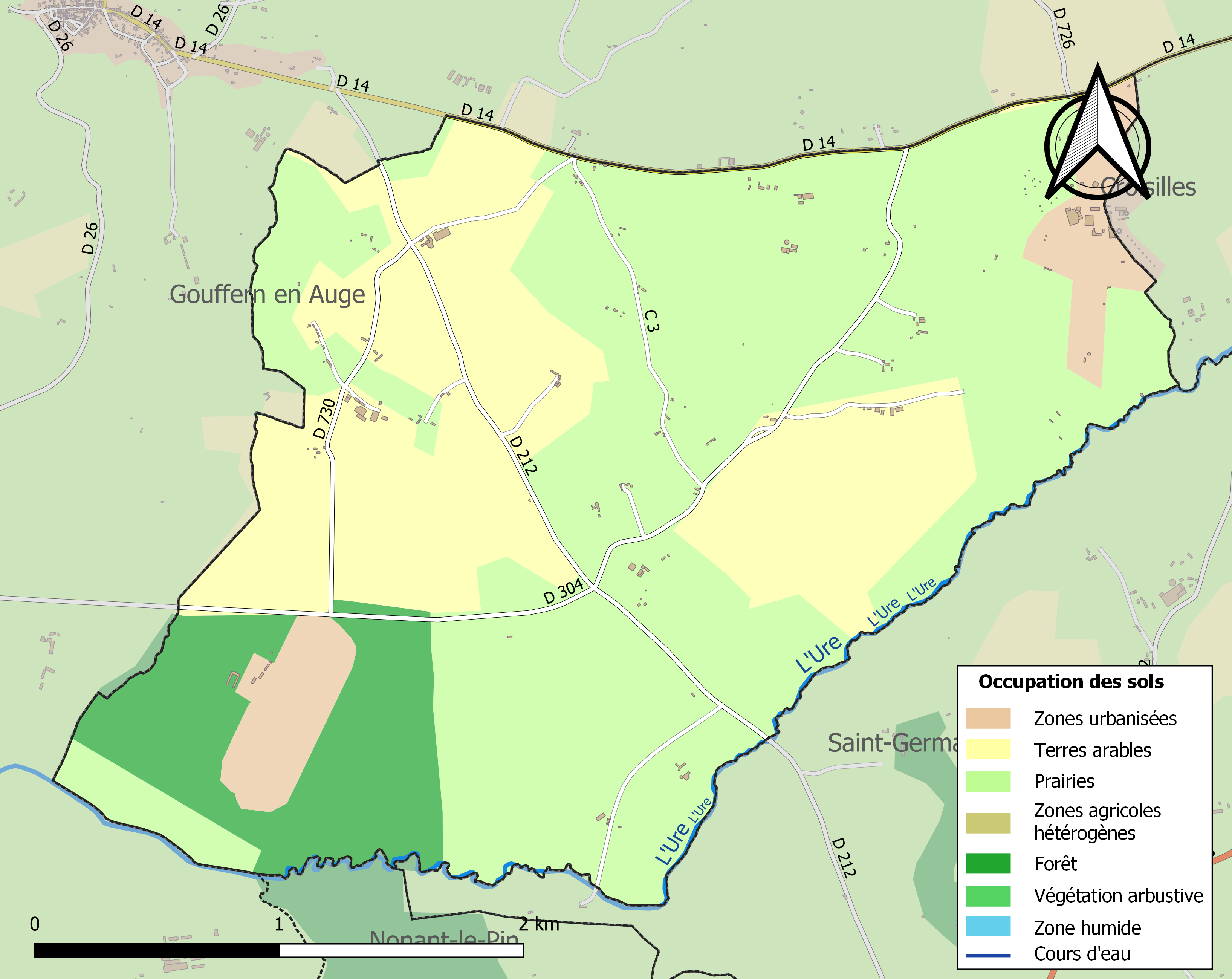
Carte des infrastructures et de l'occupation des sols de la commune en 2018 (CLC).

## Toponymie
Le nom de la localité figure sous la forme Giney sur la carte de Cassini (vers 1761). Le toponyme semble issu d'un anthroponyme : gaulois tel que Gennius, roman ou germanique tel que Gainus.

## Histoire
En 1821, Ginai (197 habitants) absorbe La Briquetière (133 habitants), à l'ouest de son territoire.

## Politique et administration
| Période                                  | Période   | Identité       | Étiquette | Qualité     |
| ---------------------------------------- | --------- | -------------- | --------- | ----------- |
| 1945                                     | 1975      | André Doffagne |           | Agriculteur |
| 1975                                     | mars 2008 | Robert Haimet  | SE        | Agriculteur |
| mars 2008                                | En cours  | Michel Buon    | SE        | Retraité    |
| Les données manquantes sont à compléter. |           |                |           |             |

Le conseil municipal est composé de sept membres dont le maire et un adjoint.

## Démographie
L'évolution du nombre d'habitants est connue à travers les recensements de la population effectués dans la commune depuis 1793. Pour les communes de moins de 10 000 habitants, une enquête de recensement portant sur toute la population est réalisée tous les cinq ans, les populations de référence des années intermédiaires étant quant à elles estimées par interpolation ou extrapolation. Pour la commune, le premier recensement exhaustif entrant dans le cadre du nouveau dispositif a été réalisé en 2008.
En 2022, la commune comptait 72 habitants, en évolution de −22,58 % par rapport à 2016 (Orne : −3,21 %, France hors Mayotte : +2,11 %).
Ginai a compté jusqu'à 304 habitants en 1841.
| 1793 | 1800 | 1806 | 1821 | 1836 | 1841 | 1846 | 1851 | 1856 |
| ---- | ---- | ---- | ---- | ---- | ---- | ---- | ---- | ---- |
| 198  | 214  | 227  | 197  | 279  | 304  | 273  | 253  | 246  |

| 1861 | 1866 | 1872 | 1876 | 1881 | 1886 | 1891 | 1896 | 1901 |
| ---- | ---- | ---- | ---- | ---- | ---- | ---- | ---- | ---- |
| 233  | 224  | 212  | 216  | 227  | 231  | 233  | 192  | 176  |

| 1906 | 1911 | 1921 | 1926 | 1931 | 1936 | 1946 | 1954 | 1962 |
| ---- | ---- | ---- | ---- | ---- | ---- | ---- | ---- | ---- |
| 155  | 166  | 153  | 161  | 149  | 152  | 165  | 161  | 147  |

| 1968 | 1975 | 1982 | 1990 | 1999 | 2006 | 2008 | 2013 | 2018 |
| ---- | ---- | ---- | ---- | ---- | ---- | ---- | ---- | ---- |
| 120  | 103  | 94   | 64   | 87   | 82   | 80   | 97   | 76   |

| 2022 | - | - | - | - | - | - | - | - |
| ---- | - | - | - | - | - | - | - | - |
| 72   | - | - | - | - | - | - | - | - |

| 1793 | 1800 | 1806 | 1821 |
| ---- | ---- | ---- | ---- |
| 89   | 107  | 98   | 133  |

## Lieux et monuments
- L'église Saint-Denis, du XVIIe siècle, a la particularité d'être adjointe à son chevet de la mairie. Son dais d'autel est classé à titre d'objet aux Monuments historiques[31].
- L'hippodrome de la Bergerie (ou hippodrome du Pin-au-Haras) est sur le territoire de Ginai. Les pistes, la plus grande partie des tribunes, les écuries et le logement sont inscrits au titre des Monuments historiques depuis le 15 décembre 1995[32].

## Héraldique
| Blason de Ginai | Blason  | D'azur à la fasce d'or surmontée de deux pommes de pin versées du même posée en bande à dextre et en barre à senestre, à l'aigle bicéphale de sable au vol abaissé brochant en cœur. |
| Blason de Ginai | Détails | Le statut officiel du blason reste à déterminer. |